# Loricalepis duckei
Loricalepis duckei är en tvåhjärtbladig växtart som beskrevs av Alexander Curt Brade. Loricalepis duckei ingår i släktet Loricalepis och familjen Melastomataceae. Inga underarter finns listade i Catalogue of Life.